# Rinda den Besten
Rinda den Besten (Amersfoort, 27 maart 1973) is een Nederlands politicus. Ze is lid van de Partij van de Arbeid en was van 2006 tot 2013 wethouder in Utrecht. Vervolgens was Den Besten voorzitter van de PO-Raad, de sectororganisatie voor het basis- en speciaal onderwijs. Sinds 2021 is zij bestuurder van Jeugdbescherming Brabant en Veilig Thuis. 

## Loopbaan
Den Besten groeide op in Woudenberg en volgde de middelbare school het Corderius College in Amersfoort. Aansluitend studeerde zij Nederlands aan de Universiteit van Utrecht.
Bij de gemeenteraadsverkiezingen van 2002 werd ze gekozen in de gemeenteraad van Utrecht. In 2005 werd ze door haar partij gekozen tot lijsttrekker bij de gemeenteraadsverkiezingen van 2006. Na deze verkiezingen werd ze wethouder, belast met de portefeuilles voor jeugd, onderwijs en volksgezondheid en was zij wijkwethouder voor de wijken Noordwest en Overvecht. Vanaf de gemeenteraadsverkiezingen van 2010 was Den Besten locoburgemeester en had ze de aandachtsgebieden sociale zaken, werkgelegenheid, inburgering, jeugd en sport onder haar hoede.
Den Besten verliet in februari 2013 de politiek om voorzitter van de PO-Raad, de sectororganisatie voor het basisonderwijs, te worden.
Op 14 juli 2013 vertegenwoordigde den Besten de stad Utrecht tijdens de opening van de zomereditie van het Europees Jeugd Olympisch Festival 2013.